# Killswitch Engage (2009)
| Críticas profissionais | Críticas profissionais |
| Avaliações da crítica  | Avaliações da crítica  |
| Fonte                  | Avaliação              |
| ---------------------- | ---------------------- |
| allmusic               | link                   |
| Alternative Press      | link                   |
| Blabbermouth.net       | link                   |

Killswitch Engage é o quinto álbum de estúdio da banda de metalcore Killswitch Engage, lançado em 30 de Junho de 2009, pela gravadora Roadrunner Records. O álbum estreou em #7 no Billboard 200 com um pouco mais de 58 mil cópias vendidas na semana de estréia. 
Com grande aceitação pela mídia e críticos, este também é o ultimo álbum de Howard Jones com a banda.

## Faixas[4]
1. "Never Again" - 03:09
2. "Starting Over" - 03:51
3. "The Forgotten" - 03:17
4. "Reckoning" - 02:40
5. "The Return" - 04:28
6. "A Light in a Darkened World" - 02:50
7. "Take Me Away" - 02:45
8. "I Would Do Anything" - 03:22
9. "Save Me" - 03:46
10. "Lost" - 03:45
11. "This is Goodbye" - 04:17

### Edição especial
1. "In a Dead World" - 04:14
2. "Rose of Sharyn" (ao vivo) - 03:48
3. "My Curse" (ao vivo) - 04:26
4. "Holy Diver" (ao vivo) - 05:07

## Créditos
- Howard Jones - Vocal
- Adam Dutkiewicz - Guitarra e Vocal de apoio
- Joel Stroetzel - Guitarra
- Mike D'Antonio - Baixo
- Justin Foley - bateria